# Aoi Miyazaki
Aoi Miyazaki (宮崎あおい?, Miyazaki Aoi; Tokyo, 30 novembre 1985) è un'attrice giapponese, conosciuta principalmente per aver interpretato il ruolo di Nana Komatsu in Nana.

## Carriera
Aoi Miyazaki debuttò nel 1999, a 14 anni, interpretando un ruolo in One Summer's Day. Nel 2000 interpretò il dramma Eureka, che le valse nel 2002 il premio come miglior attrice giovane al Japanese Professional Movie Awards. Nel 2001 fu la protagonista in Harmful Insect, per il quale vinse il premio come miglior nuovo talento al Nikkan Sports Film Awards, il premio come miglior attrice al Cinemanila International Film Festival e il premio per la miglior interpretazione femminile al Festival des 3 Continents di Nantes. Nel 2002 interpretò il ruolo di co-protagonista in Tomie: Forbidden Fruit, mentre nel 2005 si fece conoscere definitivamente grazie alla sua interpretazione in Nana. Nel 2008 interpretò 50 episodi del dorama Atsuhime.

## Filmografia parziale
- One Summer's Day (Ano natsu no hi), regia di Nobuhiko Obayashi (1999)
- Swing Man, regia di Tetsu Maeda (2000)
- Eureka (Yurîka), regia di Shinji Aoyama (2000)
- Harmful Insect (Gaichu), regia di Akihiko Shiota (2001)
- Pakodate-jin, regia di Tetsu Maeda (2002)
- Tomie: Forbidden Fruit (Tomie: Saishuu-shô - kindan no kajitsu), regia di Shun Nakahara (2002)
- Lover's Kiss, regia di Ataru Oikawa (2003)
- Loved Gun (Rabudo gan), regia di Kensaku Watanabe (2004)
- Nana, regia di Kentarô Ôtani (2005)
- Tada, Kimi wo Aishiteru (2006)
- Origine, regia di Keiichi Sugiyama  (2006)
- Hatsuyuki no koi - Virgin Snow (Hatsuyuki no koi), regia di Sang-hee Han (2007)
- Atsuhime (serie TV, 50 episodi) (2008)
- Solanin (2010)
- Yellow Elephant (Kiroi Jou) (2013) regia di Ryuichi Hiroki
- Kurara ~Hokusai no Musume~ 2017 regia
- In Love and Deep Water, regia di Yûsuke Taki e Morgan Bailey Keaton (2023)

## Doppiaggio
- Hana in Wolf Children - Ame e Yuki i bambini lupo (2012)
- Akiko Kitajima in Il castello invisibile (2022)